# Spermacoce divaricata
Spermacoce divaricata là một loài thực vật có hoa trong họ Thiến thảo. Loài này được (Hook.f.) Kuntze miêu tả khoa học đầu tiên năm 1898.